# 1958 au cinéma
| Années du cinéma : 1955 - 1956 - 1957 - 1958 - 1959 - 1960 - 1961    |
| Décennies du cinéma : 1920 - 1930 - 1940 - 1950 - 1960 - 1970 - 1980 |

Cet article présente les faits marquants de l'année 1958 au cinéma.

## Événements
À l'occasion de l'exposition universelle de Bruxelles, un jury international de 117 critiques établit un classement des meilleurs films de tous les temps :
1. Le Cuirassé Potemkine de Sergueï Eisenstein (1925)
2. La Ruée vers l'or de Charles Chaplin (1925)
3. Le Voleur de bicyclette de Vittorio De Sica (1948)

Parmi les films suivants, on trouve :
- La Passion de Jeanne d'Arc de Carl Theodor Dreyer (1928)
- La Grande Illusion de Jean Renoir (1937)
- Citizen Kane d'Orson Welles (1941)
- Les Rapaces d'Erich von Stroheim (1923)
- Intolérance de David Wark Griffith (1916)
- La Mère d'Vsevolod Poudovkine (1926)
- La Terre d'Alexandre Dovjenko (1930)
- Le Dernier des hommes de Friedrich Wilhelm Murnau (1924)
- Le Cabinet du docteur Caligari de Robert Wiene (1920)

## Principaux films de l'année
- À pied, à cheval et en spoutnik, comédie de Jean Dréville avec Noël-Noël et Denise Grey (sortie en salle le 8 septembre).
- Ascenseur pour l'échafaud policier de Louis Malle avec Maurice Ronet, Jeanne Moreau et Georges Poujouly (sortie en salle le 28 janvier).
- Au seuil de la vie (Nara livet) réalisé par Ingmar Bergman.
- Aventures fantastiques (Vynalez Zary) film fantastique de Karel Zeman (Tchécoslovaquie) avec Arnots Navratil, Lubor Tokoš et Jana Zatloukalova.
- Barrage contre le Pacifique, film de René Clément (sortie en France en avril).
- Chaque jour a son secret de Claude Boissol avec Danièle Delorme, Jean Marais, Françoise Fabian
- Goha réalisé par Jacques Baratier (Tunisie).
- Je veux vivre ! (I Want to Live!) de Robert Wise avec Susan Hayward.
- La Chatte sur un toit brûlant (Cat on a Hot tin Roof), comédie dramatique de Richard Brooks avec Elizabeth Taylor, Paul Newman et Burl Ives.
- La Péniche du bonheur de Melville Shavelson avec Cary Grant, Sophia Loren et Murray Hamilton.
- La Soif du mal (Touch of Evil) réalisé par Orson Welles avec Charlton Heston, Janet Leigh et Marlène Dietrich (23 avril).
- La Tour, prends garde ! de Georges Lampin avec Jean Marais, Eleonora Rossi Drago, Nadja Tiller, Jean-Pierre Léaud
- Le Bal des maudits (The Young Lions) d'Edward Dmytryk (avril).
- Le Cauchemar de Dracula : horreur britannique de Terence Fisher avec Peter Cushing, Christopher Lee.
- Le Joueur drame de Claude Autant-Lara avec Gérard Philipe, Liselotte Pulver et Bernard Blier.
- Les Amants, de Louis Malle.
- Le Gaucher (The Left Handed Gun) réalisé par Arthur Penn avec Paul Newman et Lita Milan.
- Le Génie du mal (Compulsion) réalisé par Richard Fleischer avec Orson Welles et Diane Varsi.
- Le Pigeon réalisé par Mario Monicelli (Italie).
- Le Salon de musique (Jalsaghar), drame de Satyajit Ray (Inde) avec Chhabi Biswas, Ganda Pada Basu et Kali Sarkar.
- Les Feux de l'été (The Long, Hot Summer) réalisé par Martin Ritt avec Paul Newman et Orson Welles.
- Les Jeunes Maris réalisé par Mauro Bolognini (Italie).
- Les Misérables réalisé par Jean-Paul Le Chanois avec Jean Gabin, Bourvil et Bernard Blier.
- Les Rendez-vous du diable documentaire de Haroun Tazieff.
- Les Tricheurs, film de Marcel Carné.
- L'Homme de l'Ouest, western d’Anthony Mann.
- Mon oncle, réalisé par Jacques Tati, avec Jacques Tati, Jean-Pierre Zola et Adrienne Servantie.
- Sueurs froides (Vertigo) réalisé par Alfred Hitchcock avec James Stewart et Kim Novak (sortie le 9 mai aux États-Unis, sortie en France le 11 décembre).
- Témoin à charge, film policier de Billy Wilder avec Tyrone Power, Marlène Dietrich et Charles Laughton.
- Les Provocateurs (The Fearmakers) drame de Jacques Tourneur avec Dana Andrews, Dick Foran et Mel Tormé.
- La Vie à deux de Clément Duhour avec Pierre Brasseur, Gérard Philipe, Jean Marais, Lilli Palmer
- Visages de bronze réalisé par Bernard Taisant (Suisse).

## Festivals

### 18 mai:Cannes
Palme d'or :
- Quand passent les cigognes (Letiat Jouravly) de Mikhaïl Kalatozov

Prix spécial du Jury :
- Mon oncle de Jacques Tati

### Autres festivals
- 9 juillet : Les Fraises sauvages, d’Ingmar Bergman, Ours d'or à Berlin.
- 7 septembre : L'Homme au pousse-pousse, de Hiroshi Inagaki, Lion d'or à Venise. Les Amants, de Louis Malle, prix spécial du jury. Sophia Loren meilleure interprétation féminine dans L'Orchidée noire de Martin Ritt.

## Récompenses

### Oscars(6 avril1959)
- Gigi réalisé par Vincente Minnelli avec Louis Jourdan et Leslie Caron - Remporte l'Oscar du meilleur film.
- Mon oncle, de Jacques Tati (Oscar du meilleur film en langue étrangère)

### Autres récompenses
- x

## Box-office
- France[1] :

1. Les Dix Commandements de Cecil B. DeMille
2. Les Misérables de Jean-Paul Le Chanois
3. Quand passent les cigognes de Mikhaïl Kalatozov
4. Sissi face à son destin d'Ernst Marischka
5. Les Tricheurs de Marcel Carné

- États-Unis :

1. South Pacific de Joshua Logan
2. Ma tante de Morton DaCosta
3. La Chatte sur un toit brûlant de Richard Brooks
4. Deux Farfelus au régiment de Mervyn LeRoy
5. Gigi de Vincente Minnelli

## Principales naissances

### Premier trimestre
- 13 février : Pernilla August
- 16 février : Ice-T
- 24 février : Chris Buck
- 3 mars : Miranda Richardson
- 10 mars : Sharon Stone
- 20 mars : Holly Hunter
- 21 mars : Gary Oldman

### Deuxième trimestre
- 3 avril : Alec Baldwin
- 4 avril : Bernard Campan
- 18 avril : Carl Gilliard
- 21 avril : Andie MacDowell
- 29 avril : Michelle Pfeiffer
- 8 mai : Martine Dugowson
- 11 mai : Isabelle Mergault
- 29 mai : Annette Bening
- 7 juin : Prince (+ le 21 avril 2016)
- 22 juin : Jacques Bonnaffé

### Troisième trimestre
- 8 juillet : Kevin Bacon
- 10 juillet : Fiona Shaw
- 17 juillet : Wong Kar-wai
- 3 août : Lambert Wilson
- 11 août : Valérie Stroh
- 16 août : 
  - Madonna
  - Angela Bassett
- 18 août : Madeleine Stowe
- 22 août : Colm Feore
- 24 août : Steve Guttenberg
- 25 août : Tim Burton
- 29 août : Michael Jackson († 25 juin 2009).
- 6 septembre : Michael Winslow
- 10 septembre : Chris Columbus
- 16 septembre : Jennifer Tilly

### Quatrième trimestre
- 16 octobre : Tim Robbins
- 20 octobre : Viggo Mortensen
- 26 octobre : Pascale Ogier († 25 octobre 1984)
- 1er novembre : 
  - Charlie Kaufman
  - Will Finn
- 5 novembre : Robert Patrick
- 12 novembre : Gilbert Melki
- 17 novembre : Mary Elizabeth Mastrantonio
- 24 novembre : Alain Chabat
- 30 novembre : Micky Sébastian
- 6 décembre : Nick Park
- 12 décembre : Katherine Connella
- 31 décembre : Bebe Neuwirth

## Principaux décès

### Premier trimestre
- x

### Deuxième trimestre
- 4 mai : Paul Bernard, acteur français
- 9 juin : Robert Donat, acteur britannique

### Troisième trimestre
- x

### Quatrième trimestre
- 11 novembre : André Bazin, critique et théoricien de cinéma français
- 15 novembre : Tyrone Power, acteur américain